# Tükör (folyóirat)
Tükör : képes irodalmi folyóirat. Székhely: Budapest. Indulás/megszűnés:1933/1942. A Franklin Irodalmi és Nyomdai Rt. adta közre. Periodicitás: havonként.

## Tartalma, szerkesztő
A Vasárnapi Ujság hagyományait követte, jeles kortárs íróknak biztosított publikációs lehetőséget, a Nyugat, a Válasz, a Szegedi Fiatalok Művészeti Kollégiuma szerzőinek, továbbá Bárány Tamásnak, Devecseri Gábornak, Weöres Sándornak stb. A folyóirat felelős szerkesztője és kiadója Révay József.

## Állományadatok
1.1933:1(nov.)-2(dec.); 2.1934:1-12—10.1942:1-12.